# Open Your Heart
„Open Your Heart“ („Отвори сърцето си“ ) е песен на шведската хардрок група „Юръп“ от 1984 година. Тя излиза в две версии – през 1984 като част от албума „Wings For Tomorrow“ („Криле за утре“) и през 1988 в албума „Out of This World“ („Извън този свят“).
Клипът на пуснатата в 1988 версия е заснет в Лондон, Англия и е режисиран от Жан Пелерин и Дъг Фрийл.
Текстът на двете версии се различава в един стих:
1984:
„Oh girl, before I fall... Maybe the sun will continue to shine, maybe the rain will continue to fall, maybe you want to leave me behind, maybe you'll change and give me a call.“
1988
„Before we lose it all... Maybe the time has its own way of healing, maybe it dries the tears in your eyes, but never change the way that I'm feeling, only you can answer my cries.“

## Състав

### 1984
- Джоуи Темпест – вокал, акустична китара, клавир.
- Джон Норъм – китара
- Джон Ливън – бас китара
- Тони Рино – барабани

### 1988
- Джоуи Темпест – вокал
- Кий Марсело – китара
- Джон Ливън – бас китара
- Мик Микели – клавир
- Иън Хогланд – барабани